# Esposende, Marinhas e Gandra
Esposende, Marinhas e Gandra (oficialmente: União das Freguesias de Esposende, Marinhas e Gandra) é uma freguesia portuguesa do município de Esposende, com 17,31 km² de área e 12 262 habitantes (censo de 2021). A sua densidade populacional é 708,4 hab./km².

## História
Foi constituída em 2013, no âmbito de uma reforma administrativa nacional, pela agregação das antigas freguesias de Esposende, Marinhas e Gandra e tem a sede em Esposende.

## Demografia
A população registada nos censos foi:
| Distribuição da População por Grupos Etários | Distribuição da População por Grupos Etários | Distribuição da População por Grupos Etários | Distribuição da População por Grupos Etários | Distribuição da População por Grupos Etários | Distribuição da População por Grupos Etários |
| -------------------------------------------- | -------------------------------------------- | -------------------------------------------- | -------------------------------------------- | -------------------------------------------- | -------------------------------------------- |
| Antes da agregação                           |                                              |                                              |                                              |                                              |                                              |
| Ano                                          | 0-14 anos                                    | 15-24 anos                                   | 25-64 anos                                   | >= 65 anos                                   | Total                                        |
| 2001                                         | 2127                                         | 1772                                         | 5428                                         | 1074                                         | 10401                                        |
| 2011                                         | 1841                                         | 1371                                         | 6437                                         | 1462                                         | 11111                                        |
| Após a agregação                             |                                              |                                              |                                              |                                              |                                              |
| Ano                                          | 0-14 anos                                    | 15-24 anos                                   | 25-64 anos                                   | >= 65 anos                                   | Total                                        |
| 2021                                         | 1732                                         | 1329                                         | 6908                                         | 2293                                         | 12262                                        |